# Formica omnivora
Formica omnivora är en myrart som beskrevs av Carl von Linné 1758. Formica omnivora ingår i släktet Formica och familjen myror. Inga underarter finns listade i Catalogue of Life.